# Gli Alleluia
Gli Alleluia, a volte presentati come Complesso Gli Alleluia, sono stati un gruppo musicale beat italiano, attivo dal 1967 al 1969, anno in cui con l'ingresso di voci femminili si sono trasformati nel Clan Alleluia.

## Storia
Nasce su iniziativa del compositore Marcello Giombini per dare voce alla corrente di musica religiosa e liturgica del rinnovamento (in gergo "messa beat"). Sulla scia degli insegnamenti del Concilio Ecumenico Vaticano II, veniva perseguito un maggior coinvolgimento dei giovani nelle celebrazioni utilizzando un sound musicale, la musica beat appunto, più vicino alla loro sensibilità.
Esclusivamente di composizione maschile, il complesso si trasforma nel 1969 in Clan Alleluia, con l'ingresso nel gruppo anche di voci femminili.
Nell'esecuzione dell'LP "Cantata del Terzo Mondo", il gruppo risulta composto da: Giancarlo Baldaccini (voce e percussioni), Walter Canini (organo), Maurizio Palombi (batteria), Ruggero Perugini (voce, chitarra e armonica), Bruno Rukauer (chitarra), Franco Silenzi (voce), Mauro Sorichetti (basso).

## Discografia

### Album in studio
- 1967 - Cantata dei giovani per la Vergine Maria (DET, SDG 1002; reinciso nel 1971 su etichetta Amico)
- 1968 - Cantata del Terzo Mondo (Pro Civitate Christiana, CS 0154)
- 1968 - Messa Alleluia (Pro Civitate Christiana, MS 060)

### EP
- 1968 - Messa Alleluia: Signore pietà, Gloria, Alleluia, Santo, Agnello di Dio, Vieni Gesù, La Messa è finita (Pro Civitate Christiana, MS 057-058)

### Singoli
- 1967 - Litanie della Madonna/L'angelo del Signore (Tank Records, TKP 011)
- 1968 - Buongiorno Maria/Sei tu la madre (Edizioni Paoline, F-SC 45.13)
- 1968 - Padre nostro/Noi ti lodiamo (Edizioni Paoline, F-SC 45.14)
- 1968 - Dall'alto dei cieli/Dio Padre ha parlato (Pro Civitate Christiana, MS 059 45)
- 1969 - Camminiamo insieme/Shalom (Edizioni Paoline, F-SC 45.27; sul lato B Ruggero, Fulvia, Hernan)
- 1969 - È risorto il Signore/Ogni notte finisce (Edizioni Paoline, F-SC 45.28; sul lato A: Sergio Tadei e "Le Voci")
- 1970 - Trovare un amico significa…/Amo la vita (Edizioni Paoline, F-SC 45.30; sul lato B: Sergio Tidei e i Drops)
- 1970 - Signore del mondo/Quanta gente parla parla (Edizioni Paoline, F-SC 45.31; sul lato A: Sergio Tidei e i Drops)